# Aeneonaenaria minima
Aeneonaenaria minima är en stekelart som beskrevs av Heinrich 1974. Aeneonaenaria minima ingår i släktet Aeneonaenaria, och familjen brokparasitsteklar. Inga underarter finns listade.